# David di Donatello 2025
La premiazione della 70ª edizione dei David di Donatello si è svolta negli Studi di Cinecittà a Roma, il 7 maggio 2025.
La cerimonia è stata trasmessa in diretta su Rai 1 e condotta da Elena Sofia Ricci, affiancata da Mika. Il 6 febbraio 2025 sono state annunciate le shortlist di alcune categorie (introdotte per la prima volta), mentre il 7 aprile sono state annunciate le candidature. 
Il film più premiato è stato Vermiglio di Maura Delpero, vincitore di 7 David. Le Déluge - Gli ultimi giorni di Maria Antonietta è stato insignito di 4 David, mentre le opere Gloria! e L'arte della gioia hanno ottenuto 3 statuette; seguono poi i film Berlinguer - La grande ambizione e Napoli - New York con 2 vittorie. I film Familia e Diamanti hanno ottenuto un David a testa.
Il premio miglior film internazionale è stato assegnato al film Anora di Sean Baker. 
Durante la serata sono stati premiati i registi Pupi Avati con il David alla carriera e Giuseppe Tornatore con il Premio speciale Cinecittà, mentre Timothée Chalamet e Ornella Muti hanno ricevuto il David speciale. Durante l'annuale cerimonia, svoltasi nella mattinata a palazzo del Quirinale alla presenza di tutti i candidati, anche il Presidente della Repubblica Sergio Mattarella ha ricevuto il David speciale.
In occasione dei 70 anni del Premio David di Donatello esce il libro David di Donatello. I segreti di otto anni di premi, in dialogo con Alberto Crespi, Roma, 2025, Edizioni Sabinae. 

## Vincitori e candidati
Miglior film
- Vermiglio, regia di Maura Delpero
- Berlinguer - La grande ambizione, regia di Andrea Segre
- Il tempo che ci vuole, regia di Francesca Comencini
- L'arte della gioia, regia di Valeria Golino
- Parthenope, regia di Paolo Sorrentino

Miglior regia
- Maura Delpero – Vermiglio
- Andrea Segre – Berlinguer - La grande ambizione
- Francesca Comencini – Il tempo che ci vuole
- Valeria Golino – L'arte della gioia
- Paolo Sorrentino – Parthenope

Miglior regista esordiente
- Margherita Vicario – Gloria!
- Edgardo Pistone – Ciao bambino
- Loris Lai – I bambini di Gaza - Sulle onde della libertà
- Gianluca Santoni – Io e il Secco
- Neri Marcorè – Zamora

Migliore sceneggiatura originale
- Maura Delpero – Vermiglio
- Marco Pettenello e Andrea Segre – Berlinguer - La grande ambizione
- Enrico Maria Artale – El paraíso
- Anita Rivaroli e Margherita Vicario – Gloria!
- Francesca Comencini – Il tempo che ci vuole
- Paolo Sorrentino – Parthenope

Migliore sceneggiatura non originale
- Valeria Golino, Luca Infascelli, Francesca Marciano, Valia Santella e Stefano Sardo – L'arte della gioia
- Gianni Amelio e Alberto Taraglio – Campo di battaglia
- Adriano Chiarelli, Francesco Costabile e Vittorio Moroni – Familia
- Roberto Proia – Il ragazzo dai pantaloni rosa
- Gabriele Salvatores – Napoli - New York

Miglior produttore
- Francesca Andreoli, Leonardo Guerra Seràgnoli, Santiago Fondevila Sancet, Maura Delpero per Cinedora, con Rai Cinema in collaborazione con Charades (coproduzione con la Francia) e Versus (coproduzione con la Belgio) – Vermiglio
- Con Rai Cinema in collaborazione con Joseph Rouschop per Tarantula, Martichka Bozhilova per Agitprop, Marta Donzelli e Gregorio Paonessa per Vivo Film, Francesco Bonsembiante per Jolefilm – Berlinguer - La grande ambizione
- Alessandro Elia e Walter De Majo per Anemone Film, Andrea Leone e Antonella De Martino per Mosaicon Film, Gaetano Di Vaio e Giovanna Crispino per Bronx Film, Santo Versace e Gianluca Curti per Minerva Pictures – Ciao bambino
- In collaborazione con Katrin Renz per Tellfilm, Valeria Jamonte, Manuela Melissano e Carlo Cresto-Dina per Tempesta – Gloria!
- In collaborazione con Alessandra Stefani, Lorenzo Cioffi, Giorgio Giampà e Nanni Moretti – Vittoria

Miglior attrice protagonista
- Tecla Insolia – L'arte della gioia
- Barbara Ronchi – Familia
- Romana Maggiora Vergano – Il tempo che ci vuole
- Celeste Dalla Porta – Parthenope
- Martina Scrinzi – Vermiglio

Miglior attore protagonista
- Elio Germano – Berlinguer - La grande ambizione
- Francesco Gheghi – Familia
- Fabrizio Gifuni – Il tempo che ci vuole
- Silvio Orlando – Parthenope
- Tommaso Ragno – Vermiglio

Migliore attrice non protagonista
- Valeria Bruni Tedeschi – L'arte della gioia
- Geppi Cucciari – Diamanti
- Tecla Insolia – Familia
- Jasmine Trinca – L'arte della gioia
- Luisa Ranieri – Parthenope

Miglior attore non protagonista
- Francesco Di Leva – Familia
- Roberto Citran – Berlinguer - La grande ambizione
- Guido Caprino – L'arte della gioia
- Pierfrancesco Favino – Napoli - New York
- Peppe Lanzetta – Parthenope

Miglior casting
- Stefania Rodà e Maurilio Mangano – Vermiglio
- Stefania De Santis – Berlinguer - La grande ambizione
- Anna Pennella – Familia
- Massimo Appolloni – Gloria!
- Anna Maria Sambucco, Francesco Vedovati e Massimo Appolloni – L'arte della gioia

Migliore autore della fotografia
- Michail Kričman – Vermiglio
- Luan Amelio Ujkaj – Campo di battaglia
- Matteo Cocco – Dostoevskij
- Daniele Ciprì – Hey Joe
- Fabio Cianchetti – L'arte della gioia
- Daria D'Antonio – Parthenope

Miglior compositore
- Margherita Vicario e Davide Pavanello – Gloria!
- Iosonouncane – Berlinguer - La grande ambizione
- Thom Yorke – Confidenza
- Colapesce – Iddu - L'ultimo padrino
- Nicola Piovani – Il treno dei bambini

Migliore canzone originale
- Aria! (musica e testo di Margherita Vicario, Davide Pavanello, Edwyn Roberts, Andrea Bonomo e Gianluigi Fazio, interpretazione di Margherita Vicario) – Gloria!
- Knife Edge (musica, testo e interpretazione di Thom Yorke) – Confidenza
- Diamanti (musica di Giuliano Taviani e Carmelo Travia, testo e interpretazione di Giorgia) – Diamanti
- Atoms (musica e testo di Valerio Vigliar, interpretazione di Greta Zuccoli) – Familia
- La malvagità (musica, testo e interpretazione di Colapesce) – Iddu - L'ultimo padrino

Miglior scenografo
- Tonino Zera, Carlotta Desmann e Maria Grazia Schirripa – Le Déluge - Gli ultimi giorni di Maria Antonietta
- Alessandro Vannucci e Laura Casalini – Berlinguer - La grande ambizione
- Luca Merlini e Giulietta Rimoldi – L'arte della gioia
- Carmine Guarino e Iole Autero – Parthenope
- Pirra, Vito Giuseppe Zito e Sara Pergher – Vermiglio

Miglior costumista
- Massimo Cantini Parrini – Le Déluge - Gli ultimi giorni di Maria Antonietta
- Mary Montalto – Gloria!
- Maria Rita Barbera – L'arte della gioia
- Carlo Poggioli – Parthenope
- Andrea Cavalletto – Vermiglio

Miglior trucco
- Alessandra Vita e Valentina Visintin – Le Déluge - Gli ultimi giorni di Maria Antonietta
- Sara Morlando, Rossella Sicignano, Leonardo Cruciano e Viola Moneta – Berlinguer - La grande ambizione
- Maurizio Fazzini – L'arte della gioia
- Paola Gattabrusi e Lorenzo Tamburini – Parthenope
- Frédérique Foglia – Vermiglio

Migliore acconciatura
- Aldo Signoretti e Domingo Santoro – Le Déluge - Gli ultimi giorni di Maria Antonietta
- Desiree Corridoni – Berlinguer - La grande ambizione
- Marta Iacoponi e Carla Indoni – Gloria!
- Marco Perna – Parthenope
- Tiziana Argiolas – Vermiglio

Miglior montatore
- Jacopo Quadri – Berlinguer - La grande ambizione
- Walter Fasano – Dostoevskij
- Giogiò Franchini – L'arte della gioia
- Cristiano Travaglioli – Parthenope
- Luca Mattei – Vermiglio

Miglior suono
- Dana Farzanehpour, Hervé Guyader e Emmanuel de Boissieu – Vermiglio
- Alessandro Palmerini, Marc Bastien, Vincent Grégorio e Franco Piscopo – Berlinguer - La grande ambizione
- Emanuele Cicconi, Alessandro Feletti, Alessandro Giacco e Marco Falloni – Campo di battaglia
- Xavier Lavorel, Daniela Bassani, Francois Wolf e Maxence Ciekawy – Gloria!
- Emanuele Cecere, Silvia Moraes, Mirko Perri e Michele Mazzucco – Parthenope

Migliori effetti speciali visivi
- Víctor Pérez – Napoli - New York
- Tristan Lilien e Michel Denis – Berlinguer - La grande ambizione
- Francesco Niolu e Rodolfo Migliari – L'arte della gioia
- Fabio Tomassetti e Daniele Tomassetti – Limonov
- Rodolfo Migliari e Lena Di Gennaro – Parthenope

Miglior documentario
- Lirica Ucraina, regia di Francesca Mannocchi
- Duse, The Greatest, regia di Sonia Bergamasco
- Il cassetto segreto, regia di Costanza Quatriglio
- L'occhio della gallina, regia di Antonietta De Lillo
- Prima della fine. Gli ultimi giorni di Enrico Berlinguer, regia di Samuele Rossi

Miglior cortometraggio
- Domenica sera, regia di Matteo Tortone
- La confessione, regia di Nicola Sorcinelli
- La ragazza di Praga, regia di Andree Lucini
- Majonezë, regia di Giulia Grandinetti
- The Eggregores' Theory, regia di Andrea Gatopoulos

Miglior film internazionale
- Anora, regia di Sean Baker[5]
- Conclave, regia di Edward Berger
- Giurato numero 2, regia di Clint Eastwood
- La zona d'interesse, regia di Jonathan Glazer
- Perfect Days, regia di Wim Wenders

David Giovani
- Napoli - New York, regia di Gabriele Salvatores
- Berlinguer - La grande ambizione, regia di Andrea Segre
- Familia, regia di Francesco Costabile
- Il ragazzo dai pantaloni rosa, regia di Margherita Ferri
- Il tempo che ci vuole, regia di Francesca Comencini

David speciale
- Pupi Avati – David alla carriera[6]
- Ornella Muti – David speciale[7]
- Timothée Chalamet – David speciale[8]
- Giuseppe Tornatore – David speciale[9]
- Sergio Mattarella – David speciale[10]

David dello spettatore
- Diamanti, regia di Ferzan Özpetek – 2 222 126 spettatori

David Rivelazioni Italiane
- Federico Cesari
- Celeste Dalla Porta
- Carlotta Gamba
- Matteo Oscar Giuggioli
- Tecla Insolia
- Emanuele Palumbo